# Tibet-Institut Rikon

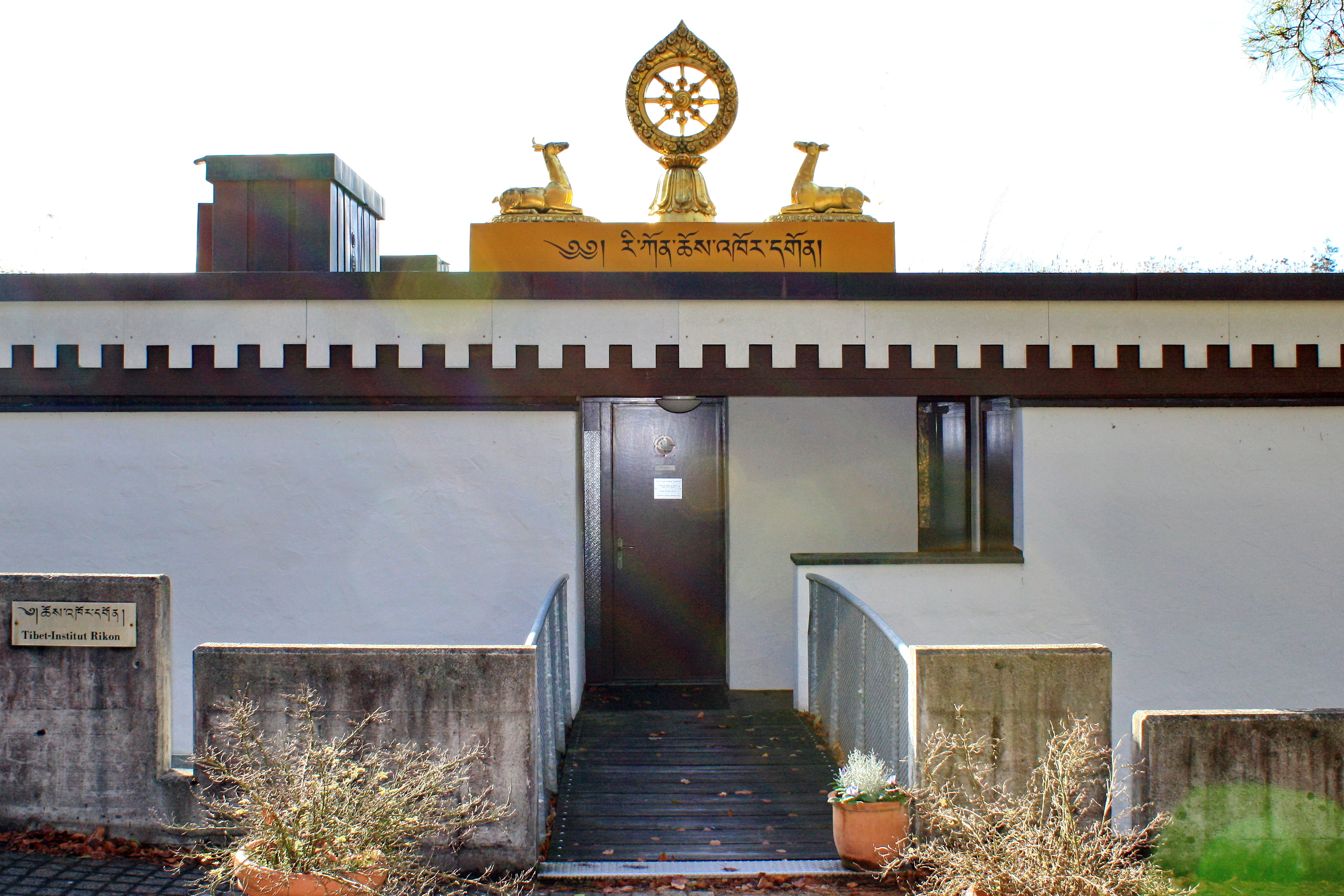
Tibet-Institut Rikon, Eingangsbereich

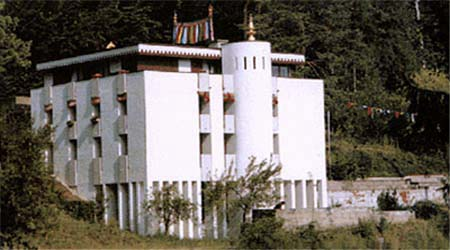
Tibet-Institut Rikon, Gesamtansicht

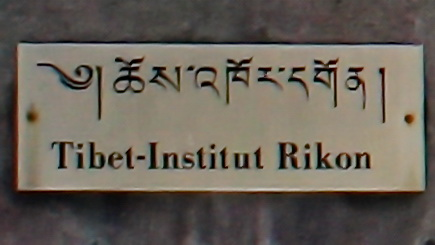
Tibet-Institut Rikon, Tafel

Das Tibet-Institut Rikon ist ein tibetisch-buddhistisches Kloster in Rikon in der Schweiz, das erste ausserhalb Asiens. Der Standort des Klosters im Tösstal erklärt sich dadurch, dass sich dort nach dem Tibetaufstand ab 1961 viele Exil-Tibeter ansiedelten, da die Schweiz als erstes europäisches Land tibetische Flüchtlinge aufnahm.

## Geschichte
Nachdem die Schweiz 1961 als eines der ersten Länder im Westen im grösseren Massstab tibetische Flüchtlinge aufgenommen hatte, regten die Brüder Henri und Jacques Kuhn der in Rikon ansässigen Metallwarenfabrik AG Heinrich Kuhn die Gründung eines klösterlichen Tibet-Instituts an, um die geistige und kulturelle Betreuung von Exil-Tibetern in der Schweiz sowie der Erhaltung und Pflege der tibetischen Kultur für nachfolgende Generationen von Tibetern zu gewährleisten. Die dafür benötigten 4000 m² Bauland traten die Brüder zu diesem Zweck dem Tibet-Institut ab.
Der Dalai Lama war für diese Idee schnell zu gewinnen und sandte einen Abt und fünf Mönche nach Rikon. Nach der Grundsteinlegung am 29. Juli 1967 wurde das klösterliche Tibet-Institut am 9. November 1968 in einem Weiheakt seiner Bestimmung übergeben. Architekt des vierstöckigen Klosters war Ueli Flück; die Baukosten betrugen rund 700'000 Franken. Das Gebäude ist vom Bund als Kulturgut von regionaler Bedeutung gelistet. Heute leben mit dem Abt zusammen acht Geistliche im Kloster.

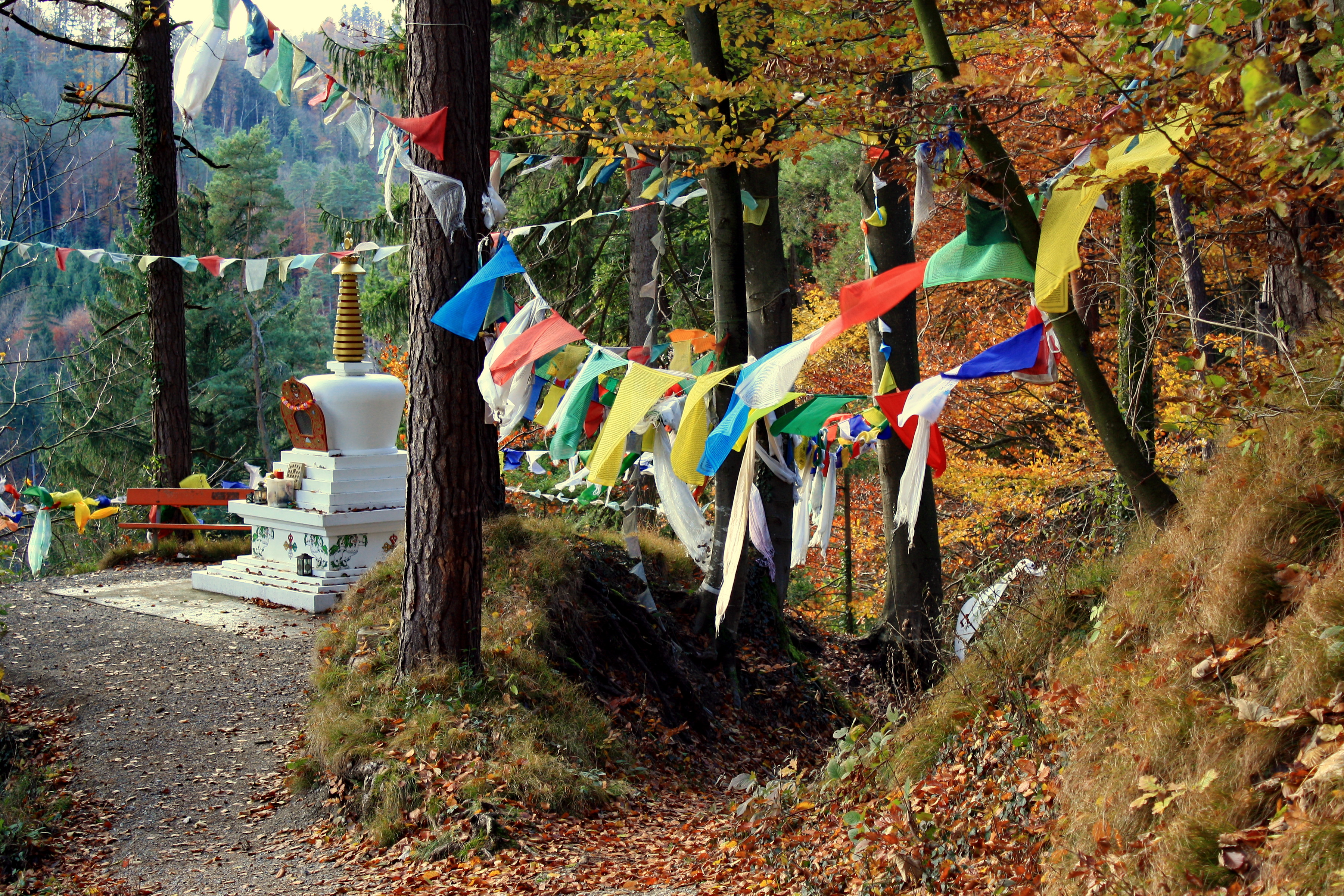
Tibet-Institut Rikon, Aussenbereich

Die Gründung eines Klosters im Kanton Zürich war nur durch die Verschleierung als «Institut» möglich; die offizielle Gründung eines Klosters hätte gegen den seit 1874 geltenden Artikel 52 der Bundesverfassung verstossen. Dieses Verbot, eine Reaktion auf das Unfehlbarkeitsdogma (siehe Kulturkampf in der Schweiz), wurde 1973 aufgehoben, wobei die bevölkerungsreichsten Kantone Zürich, Bern und Waadt gegen die Aufhebung des Verbots waren.
Das Tibet-Institut Rikon besitzt eine rund 10'000 Titel umfassende Bibliothek, die neben der Library of Tibetan Works and Archives im nordindischen Dharmshala weltweit die umfangreichste Tibetica-Sammlung sein soll. Das 1991–1993 erbaute Gebäude wurde vom Berner Architekten Edwin Rausser geplant.
Zum 50-Jahr-Jubiläum im September 2018 besuchte der 14. Dalai Lama Tenzin Gyatso das Tibet-Institut.

## Bisherige Äbte
Die bisherigen Äbte des Tibet-Instituts waren:
- Ew. Geshe Ugyen Tseten (1967–1974)
- Ew. Geshe Tamdin Rabten (1975–1979)
- Ew. Geshe Gedün Sangpo (1979–1995)
- Ew. Geshe Phuntsok Tashi Phunyang (1996–2010)
- Ew. Geshe Thupten Legmen (2011–2023)
- Ew. Geshe Tenzin Jangchup (seit 2023)